# Actinopus caraiba
Actinopus caraiba es una especie de araña migalomorfa pertenecientes a la familia Actinopodidae. Habita en la vertiente norte de la silla de Caracas (Parque nacional El Ávila, Venezuela).

## Taxonomía
Fue descrita por el aracnólogo, entomólogo y botánico francés Eugène Simon en 1889, como miembro del género Pachyloscelis (actualmente considerado no válido), en base a observaciones realizadas durante su viaje a Venezuela en 1887-1888. Posteriormente, en 1896, fue asignado al género Actinopus por el aracnólogo británico Frederick Octavius Pickard-Cambridge.